# 敦化乌头
敦化乌头（学名：Aconitum dunhuaense）为毛茛科乌头属下的一个种。

## 扩展阅读
維基物種上的相關：敦化乌头